# 小行星1077
小行星1077（1077 Campanula）是一颗围绕太阳公转的小行星。1926年10月6日，卡爾·威廉·萊茵姆特在海德堡发现了此天体。
該小行星以風鈴草命名。
这颗小行星的绝对星等为12.38等。